# 市原市立国分寺公民館
市原市立国分寺公民館（いちはらしりつ こくぶんじこうみんかん）は、千葉県市原市南国分寺台にある公民館。市原市立国分寺台中学校と市原市立国分寺台西中学校の学区における市民文化拠点である。

## 概要
五井地区南東部にある国分寺台おいて、実際生活に即する教育・学術及び文化に関する各種の事業を行い、もって住民の教養の向上・健康の増進・情操の純化を図り、生活文化の振興・社会福祉の増進に寄与することを目的としている。

## 沿革
- 1990年（平成2年）
  - 3月30日 - 建物供用開始[2]。
  - 4月1日 - 市原市立国分寺公民館として開館[3]。

## 施設

### 敷地
敷地に関する詳細は以下の通りである。
| 所在地     | 市原市南国分寺台1丁目2番地6 |
| 敷地面積   | 3,957m2                     |
| 用途地域   | 第一種低層住居専用地域      |
| 指定建蔽率 | 50%                         |
| 指定容積率 | 100%                        |
| 所有者     | 市原市                      |
| 取得価格   | 542,440,000円               |

### 建物
敷地内の建物に関する詳細は以下の通りである。
| 棟番号 | 棟名称 | 構造 | 階数 | 階数 | 延床面積    | 建築年 | 耐震情報 | 耐震情報 | 耐震情報 | 備考 |
| 棟番号 | 棟名称 | 構造 | 地上 | 地下 | 延床面積    | 建築年 | 基準     | 診断     | Is値     | 備考 |
| ------ | ------ | ---- | ---- | ---- | ----------- | ------ | -------- | -------- | -------- | ---- |
| 001    | 公民館 | RC造 | 2    | 0    | 1,920.50 m2 | 1990年 | 新基準   | 耐震性有 |          |      |

## 機能

### 文化系
以下の機能が存在する。
- 会議室1：収容人数40人
- 会議室2：収容人数40人
- 視聴覚室：収容人数50人
- 工作室：収容人数30人
- 調理室：収容人数20人
- 和室：収容人数20人
- 茶室：収容人数10人
- 図書室

### 体育系
以下の機能が存在する。
- 体育室：卓球台10台、バレーコート1面、バスケットコート1面、バドミントンコート3面

## 利用案内
利用案内は以下の通りである。
施設（図書室以外）
- 利用時間：9時から21時まで
- 公民館の休館日は、年末年始（12月29日から翌1月3日まで）

図書室
- 開室時間：9時30分から17時まで。水・金曜日は19時まで（祝日と重なる場合は17時まで）。
- 閉室日：年末年始、月末図書整理日（土・日・祝日を除く月最後の平日）、特別整理期間、公民館休館日（年3回）

## 近隣施設
- 市原市役所
- 市原市消防局 - 中央消防署
- 市原市市民会館
- 市原市立国分寺台小学校
- 市原市立国分寺台東小学校
- 市原市立国分寺台中学校
- 国分寺中央公園
- 上総国分尼寺跡

## アクセス
- 小湊鉄道バス「市原市役所」で降車、徒歩3分